# Wanda Borudzka
Wanda Borudzka (ur. 11 października lub 12 grudnia 1897 w Dowborynkach, powiat Troki, zm. 29 września 1964 w Warszawie) – polska poetka dziecięca. W latach 1928–1935 redaktorka dwutygodnika Dziecko i Matka. 

## Życiorys
W latach trzydziestych współpracowała z Płomyczkiem i Płomykiem, a również na łamach Wiadomości Literackich recenzowała książki dla dzieci. Autorka książki Malowane domy (ilustrowanej malowankami ludowymi Zofii Czasznickiej) oraz powieści dla młodzieży Dorota i jej towarzysze.